# Sarona saltator
Sarona saltator är en insektsart som beskrevs av Asquith 1994. Sarona saltator ingår i släktet Sarona och familjen ängsskinnbaggar. Inga underarter finns listade i Catalogue of Life.